# Holme Hale
Holme Hale è un villaggio e parrocchia civile dell'Inghilterra, appartenente alla contea del Norfolk.